# Hennickehammars herrgård
Hennickehammars herrgård är en herrgård uppförd på 1722, belägen öster om tätorten Filipstad i Bergslagen. Herrgården har ägts av ett flertal brukspatroner.
År 1859 köpte brukspatron Erik Johan ”Hammern” Jansson bruket med herrgården. Efter Janssons frånfälle år 1898 ärvdes egendomen av Lovisa Jansson, syster till Erik Johan Jansson. Hon försålde egendomen till brukspatron Johan Wilhelm Ekman. Efter Ekmans frånfälle ärvde Ekmans hustru egendomen. Brukspatron Ekmans syster skrev sedan över egendomen på bolaget Nyhytte Grufve AB, vilket år 1917 köpte Uddeholm AB. Därigenom fungerade herrgården som arbetarförläggning fram till och med år 1939. Därefter förföll egendomen. Svenska köpmannaförbundet köpte sedan herrgården.
Herrgården används i dag som restaurang-, konferens- och hotellanläggning.